# Gezamenlijke Brandweer
De Gezamenlijke Brandweer (GB) is een brandweerkorps in de Veiligheidsregio Rotterdam-Rijnmond. Het korps is in 1997 opgericht als een publiek-private samenwerking tussen de gemeente Rotterdam, de toenmalige gemeente Rozenburg en ongeveer 50 bedrijven in voornamelijk de petrochemie, raffinage, transport en logistiek.
Het korps levert brandweerzorg voor de plaatsen Hoogvliet, Pernis en Rozenburg. Het fungeert als een kruising tussen een regulier gemeentelijk brandweerkorps en een bedrijfsbrandweer. De organisatie neemt de verplichting tot het in stand houden van een bedrijfsbrandweer over van de deelnemende bedrijven. Voortvloeiend uit de specifieke de aard van veel van de bedrijven heeft het korps een aantal specialismen opgebouwd. Voorbeelden zijn de industriële brandbestrijdingspool voor grootschalige brandbestrijding in industriële complexen, gaspakkenteams, hoogteredding en scheepsbrandbestrijding. Deze specialismen zijn ook inzetbaar buiten het verzorgingsgebied of de veiligheidsregio. De Gezamenlijke Brandweer verzorgt ook trainingen op het gebied van bedrijfshulpverlening, het werken met ademluchttoestel, gevaarlijke stoffen en crisismanagement.

## Openbaar lichaam Gezamenlijke Brandweer
De Gezamenlijke Brandweer is rechtspositioneel een openbaar lichaam (Openbaar Lichaam Gezamenlijke Brandweer). Zij volgt de rechtspositie van de Veiligheidsregio Rotterdam-Rijnmond. Het bestuur van het OLGB heeft de controletaak en de openbare verantwoordingsplicht. Het bestuur bestaat uit vertegenwoordigers van de gemeente en de CIBUA en wordt voorgezeten door de burgemeester van Rotterdam. Het toezicht op de bedrijfsvoering is gedelegeerd aan de Bestuurscommissie.
De bestuurscommissie is verantwoordelijk voor de dagelijkse aansturing van de bedrijfsvoering en wordt eveneens gevormd door vertegenwoordigers van de gemeente Rotterdam en de CIBUA. De gemeente levert de voorzitter.

## Kazernes van de Gezamenlijke Brandweer
De Gezamenlijke Brandweer beschikt over acht kazernes. Zes hiervan worden bemand door beroepsbrandweerlieden, de andere twee opereren met vrijwilligers. Elke beroepskazerne heeft een specialisme dat zowel voor het verzorgingsgebied als voor de regio kan worden ingezet.

### Kazerne Don Berghuijs
De kazerne is 24-uur bemand en is gevestigd vlak bij het Beneluxplein. De brandweermensen zijn inzetbaar voor incidenten binnen de gemeentes Hoogvliet en Pernis en de petrochemische industrie aan de noordkant van de A15. Sinds het voorjaar van 2009 is het zogenaamde Cobra-systeem ingebouwd in de blusmaterialen-haakarmbak. 
De kazerne beschikt over een tankautospuit, industrieel blusvoertuig, hoogwerker en een schuimblusvoertuig.

### Kazerne Botlekweg
De kazerne Botlekweg is ook 24 uur bemand en verzorgt de brandweerzorg in de oostkant van de Botlek Rotterdam In verband met de strategische ligging (naast de A15) levert deze kazerne naast industriële brandbestrijding ook veel hulpverlening en biedt hij assistentie aan de plaatsen Hoogvliet en Spijkenisse. Als specialisme faciliteren zij de ontsmettingseenheid van de Veiligheidsregio Rotterdam-Rijnmond. De ontsmettingseenheid wordt ingezet bij ongevallen met gevaarlijke stoffen binnen en buiten het verzorgingsgebied.
Omdat zich in het verzorgingsgebied van de kazerne Botlekweg veel grote petrochemische bedrijven bevinden zijn hier, net als op de kazerne Don Berghuijs, twee verschillende voertuigen gestationeerd. Dit betreft een normale tankautospuit en een autospuit waarin 4000 liter schuimvormend middel wordt vervoerd. Hierdoor dan kunnen zowel branden in gebouwen als industriële complexen bestreden worden.  
In de ademluchtwerkplaats van deze kazerne wordt door dagdienstpersoneel ademluchtmaskers gereinigd, gedroogd en getest en ademluchtflessen getest en opnieuw gevuld. De werkzaamheden vinden plaats voor zowel de Gezamenlijke Brandweer als voor de Veiligheidsregio en aangesloten bedrijven.

### Kazerne Merseyweg
De 24-uurs kazerne aan de  Merseyweg heeft als primair verzorgingsgebied Botlek West. De kazerne is ook inzetbaar voor Rozenburg in combinatie met de vrijwillige brandweer van deze plaats. De ploegen hebben zich gespecialiseerd in hulpverlening op zowel openbaar als industrieel terrein en beschikken daarvoor over een speciale unit. Op deze kazerne is een gecombineerd voertuig gestationeerd. Het betreft een combinatie tussen een reguliere tankautospuit en een autospuit.  

### Kazerne Elbeweg
In de Europoort bevindt zich de 24-uurs kazerne Elbeweg langs de A15. In het verzorgingsgebied van de Elbeweg bevinden zich veel opslagbedrijven van oliën en raffinaderijen. De kazerne Elbeweg heeft het grootste gebied van het district en kan dankzij zijn ligging ook assistentie bieden aan de plaatsen in de gemeente Voorne aan Zee. Tevens is op deze kazerne het hoogte- en dieptereddingsteam gestationeerd. Dit team is inzetbaar door heel Nederland en redt mensen van hoge of lage posities waar ladderwagens of hoogwerkers niet kunnen komen. De kazerne heeft hier een speciaal reddingsvoertuig voor beschikbaar.

### Kazerne Coloradoweg
De 24-uurs kazerne Coloradoweg zorgt voor de Brandweerzorg op de Maasvlakte in Rotterdam. In het verzorginggebied bevindt zich veel op- en overslag bedrijven zoals Europees Massagoed Overslagbedrijf  en E.ON. Ook is er in het gebied veel scheepvaartverkeer. Hierdoor heeft de kazerne het specialisme scheepsbrandbestrijding. Dit specialisme wordt uitgevoerd in combinatie met de kazerne Bosland in het oostelijke deel van Rotterdam. De brandweermensen beschikken over speciale materialen en zijn specialistisch getraind. Het scheepsbrandbestrijdingsteam wordt ingezet in de gehele regio. Naast de brandweer is ook de ambulancedienst hier gestationeerd.

### Kazerne Máxima
De kazerne Máxima is sinds 2012 operationeel voor het verzorgingsgebied Tweede Maasvlakte. Vierentwintig uur per dag zijn hier zes beroepskrachten aanwezig. Ze bemannen een tankautospuit en een autospuit. De post doet tevens dienst als gelieerd reddingsstation voor hulpverlening op en rond het water. Door de KNRM is er een kusthulpverleningvoertuig (KHV) en een waterscooter gestationeerd. 

### Vrijwilligers
Naast de beroepsbrandweer beschikt de Gezamenlijke Brandweer over twee vrijwilligerskorpsen. Dit zijn de vrijwillige brandweer Rozenburg en Hoogvliet. Het korps Rozenburg heeft als verzorgingsgebied de deelgemeente Rozenburg en fungeert ook als herbezettingsploeg in het district van de Gezamenlijke Brandweer. Aan de Rietbroek in Hoogvliet staat de kazerne van het korps Hoogvliet. Ze heeft het zuidelijke deel van Hoogvliet als verzorgingsgebied.

## Bedrijven
Onder de bedrijven die lid zijn van de Gezamenlijke Brandweer bevinden zich onder meer:
- Akzo Nobel
- Afval Verwerking Rijnmond
- BP
- DSM
- ECT
- E.ON
- ExxonMobil
- Nederlandse Gasunie
- Kemira
- Linde Gas Benelux
- Maasvlakte Olie Terminal
- Neste Netherlands
- Q8
- Rail Service Center Rotterdam
- Royal Dutch Shell
- Vopak